# 出河店之战
出河店之战，是遼朝和女真部落发生于1114年的一次战役。
辽天祚帝天庆四年（1114年），女真首领完颜阿骨打起兵反抗辽朝，十一月，辽朝将领萧嗣先和副都统萧挞不也统兵七千进攻女真，集结于鸭子河（嫩江的一段，在今吉林省月亮泡以东、黑龙江省肇源以西）北岸。阿骨打率3700甲士与其对峙。
不久，阿骨打率军乘夜偷渡鸭子河，顺利到达北岸者仅1200余人，与辽军在出河店遭遇。此时大风骤起，尘埃蔽天，阿骨打乘机纵兵进击，辽军不辨虚实，大败溃逃。女真军队斩俘辽兵及缴获各种物资不计其数。随后，阿骨打挥军攻占宾州、祥州、咸州等地，兀惹、奚等部族纷纷前来归降。
出河店之战标志着女真正式崛起为契丹在东北的主要对手，为阿骨打建立金朝奠定了基础。